# Oligolepis dasi
Oligolepis dasi is een straalvinnige vissensoort uit de familie van de grondels (Gobiidae). De wetenschappelijke naam van de soort is voor het eerst geldig gepubliceerd in 1982 door Talwar, Chatterjee & Dev Roy.